# Mark Holtz Lake
Der Mark Holtz Lake ist ein künstlich angelegter See im Stadtgebiet der texanischen Stadt Arlington.
Der etwa 4,8 Hektar große See entstand im Zuge des Baus des Rangers Ballpark und liegt nördlich des Stadions. Gespeist wird er mit Wasser aus dem Johnson Creek. Benannt wurde der See nach dem Sportreporter Mark Holtz (1945–1997), der regelmäßig über die Baseballspiele der Texas Rangers berichtet hatte.
Im See befindet sich die Wasserfallskulptur Morna Linn des Bildhauers Norm Hines.